# フィリップ・カーン

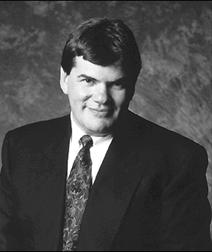
フィリップ・カーン

フィリップ・カーン（Philippe Kahn, 1952年3月16日 - ）は、フランス出身の実業家。ワイヤレス通信技術の開発者。1997年にカメラ付き携帯電話を発明した。ボーランド、Starfish Software社、LightSurf社、Fullpower Technologies社を次々に起業したことでも知られる。巨漢で陽気な人物として知られる。現在、生命科学とワイヤレス通信技術を融合しようとする企業en:Fullpower TechnologiesのCEOである。

## 学歴他
チューリッヒ工科大学およびフランスのニース大学で学び、後者で数学修士の学位を得た。チューリッヒ音楽学校（コンセルバトワール）でフルートの演奏と音楽学を学んだこともある。
在学中の1973年に、世界初の完成品パーソナルコンピュータであるMicral向けのソフトウェアを開発した。Micralは商品としては成功しなかったが、計算機博物館に「最初のパーソナルコンピュータ」として展示されている。
カーンは同じく Fullpower 社のソニア・リー (Sonia Lee) と結婚し、4人の子供をもうけている。夫妻は環境問題についての基金（リー-カーン基金）を運営している。またカーンはジャズ愛好家およびフルート演奏家としても知られる他、en:sailboad racingでもなかなかの腕を見せている。言論の自由を求める論客としても雄弁である。

## 受賞歴
カーンは10指に余る特許を持ち、技術、発明、産業にかかわる多くの賞を得た。

## 実業家として
カーンは4つのソフトウェア会社を起業することに成功した。有名なボーランドインターナショナルの他、en:Starfish Software（1998年にモトローラに買収された）、en:LightSurf Technologies、en:Fullpower Technologiesである。

### ボーランド (1982-1995)
1982年、旅行者としてカーンはアメリカ合衆国に行き、そこでヒューレット・パッカードに就職したが、不法滞在であるとして解雇された。コンサルタントとして働きながら、ボーランドインターナショナルを設立した。その時はまだアメリカ合衆国の居住権を得ていなかった。 ツーリストビザで四年を過ごした後1986年に永住権を手に入れた。カーンは現在ではアメリカ合衆国に帰化している。
ボーランドの最初のヒット商品はTurbo Pascalだった。インテルx86用の言語処理系をこれまでにないほど手広く開発し、オフィス製品も同様に生み出した。これはマイクロソフトとロータスに正面からぶつかるもので、初めのうちは大きな利益を生み、ボーランドはカリフォルニアのスコッツバレーに広大な敷地を手に入れたが、マイクロソフトの反撃は厳しかった。ボーランドのオフィス製品は敗退し、この市場からの撤退を余儀なくされたが、それでも滅んだわけではなかった。
ボーランドは当時のマイクロソフトと戦い、現在でも栄えている数少ないメーカの一つである。12年間社長、CEOとしてボーランドを率い、ベンチャーキャピタルなしに全くの無から年商5億米ドルの企業に育てたカーンであるが、会社の方針をどこに絞るかについて取締役会と対立することになった。1995年1月カーンはCEOの座を追われた。しかしながら、1996年11月に辞職するまで取締役としてとどまった。

### Starfish (1994-1998)
Starfish は 1994年にカーンとリーが創立した会社である。無線デバイスと有線デバイスの全世界的統合を目的とした。TrueSyncプラットフォームを用いて、「いつでもどこでも情報を入力し、編集し、自動的に統合する」わけである。Starfish はデバイス統合のための核となるプロトコル (core IP) のほとんどを開発した。TrueSyncは最初の Over-The-Air 統合システムである。

### Lightsurf (1997-2005)
カメラ付き携帯電話は LightSurf 社のベースとなったものだが、カーンはその発明者として名が知られている（1997年）。同社は Sprint、Verizon他の携帯電話事業者に技術提供した。LightSurf は現在Verisignが所有している。2005年の新規株式公開の際に買収された。民生の電子機器の中でもカメラ付き携帯電話は極めて成功したものであり、2006年には全世界で6.5億台以上が売れた。

### Fullpower (2003-現在)
Fullpower は現在表立った活動をしておらず、2007年9月15日に公然活動を開始する予定である。生命科学とワイヤレス技術の統合を目指している。

## 慈善事業
健康、教育、美術（技術）を通した人間性の発展のために、リー-カーン基金は地域のNPO活動を支援し、子供たちの未来の環境がよりよいものとなることを目指している。

## 音楽
カーンはジャズと西洋クラシック音楽の熟達した演奏家でもある。1990年にジャズのアルバム "Pacific High" を発表した。このアルバムには John Abercrombie、Alex Acuna、Richie Beirach、Paul Contos、Billy Hart、Ray Kane、Dave Liebman、Ron McClureといったミュージシャンが参加している。1991年には CD "Walking on the Moon" を発表し、自らの演奏をフィーチャーしつつ宇宙探検を促進しようとしている。両CDはボーランドが資金を提供して制作され、同社の顧客に配布された。1992年の終わりに "Paradiso" を発表し、これには John Abercrombie、Alex Acuna、Alan Broadbent、Terence Blanchard、Patti Cathcart、Paul Contos、Peter Erskine、Dave Eshelman、John Patitucciが参加している。

## セーリングとスポーツ
カーンは Pagasus Racing というセーリングチームを持っており、世界中の海でレースに参戦している。最近の戦歴は 2006 International 14 World Championshipsでは一位と三位、Mumm 30 2006 North American Championshipでは一位、2006 18' International Skiff Regatta in San Franciscoでは一位、2006 Key West Melges 24 Regattaでは一位、2006 St. Francis Perpetual Tropheyでは一位、2006 Melges 24 North Americansでは二位といったところである。カーンの息子、サミュエル「鮫」カーンは数多くの国際大会で10位以内に入賞している。